# Mãe de Toda a Ásia
A estátua de Maria, Mãe de Toda a Ásia no Santuário de Montemaria em Batangas, Filipinas
A Mãe de Toda a Ásia – Torre da Paz é uma estátua dedicada à Virgem Maria como símbolo de unidade e paz na Ásia e no mundo. Está localizada no centro do local de peregrinação de oito hectares, o "Centro Internacional de Peregrinação e Conferências Montemaria" no Santuário de Montemaria, Barangay Pagkilatan, Batangas, Filipinas. É a estátua mariana mais alta do mundo, com 98,15 metros, incluindo o pedestal/edifício sobre o qual se ergue.

## História
A construção de uma estátua e local de peregrinação no Complexo Montemaria em Batangas foi originalmente planejada e executada pela Fundação Maria Mãe dos Pobres (MMP), liderada pelo padre católico Fernando Suarez, que teve a ideia de criar um local de peregrinação onde ele pudesse realizar seu trabalho de cura pela fé por Hermilando Mandanas, um político local que ele conheceu em 2006. A empresa de Mandanas, Abacore Capital Holdings Inc., doou o terreno de cinco hectares em Barangay Pagkilatan onde a estátua e o local de peregrinação proposto seriam localizados, mais tarde denominado "Montemaria".
Inicialmente em 2009, o projeto avançou depois que a fundação de Suarez arrecadou 200 milhões de pesos filipinos. Mas no ano seguinte o projeto foi suspenso depois que Suarez se mudou para Cavite, onde a San Miguel Corporation lhe ofereceu um terreno de 33 hectares em Alfonso, onde ele poderia estabelecer um local de peregrinação maior. Designado como o responsável pela construção de uma estátua da Virgem Maria em Montemaria, Mandanas deu continuidade ao projeto. Para ajudá-lo a gerenciar o desenvolvimento do projeto, foi criada a Montemaria Asia Pilgrims Inc. (MAPI). A propriedade onde a estátua seria localizada foi posteriormente organizada para doação à referida sociedade, mas os planos foram cancelados e o terreno foi doado à Arquidiocese de Lipa. Naquela época, a estátua, que já tinha o rosto e as mãos concluídos, ficou conhecida como "Maria Mãe de Toda a Ásia".
As obras de construção da estátua começaram em 2014 e foram concluídas em 2021. A inauguração estava originalmente prevista para 2020, como parte do 500º aniversário da introdução do cristianismo nas Filipinas, mas a pandemia de COVID-19 interrompeu esses planos.

## O projeto

Vista panorâmica do santuário

As mãos e o rosto da estátua foram projetados pelo escultor Eduardo Castrillo e são feitos de concreto e aço. Com 98,15 metros de altura, ultrapassou o monumento da Virgem da Paz na Venezuela, tornando-se a estátua mais alta da Virgem Maria do mundo.
O monumento possui espaços habitáveis com uma área de aproximadamente 12.000 m². No piso térreo encontra-se um local de culto, o Santuário de São João Paulo II. Outras instalações alojadas no monumento incluem salas de recepção e vinte capelas marianas no terceiro andar, um refeitório no quarto, dois miniteatros no quinto, salas de conferências e uma varanda com bandeiras asiáticas no sexto e um terraço panorâmico no décimo quinto andar. O sétimo ao décimo andares albergam espaços comerciais e residenciais.